# Fabio Geda
Fabio Geda (Torino, 1º marzo 1972) è uno scrittore e educatore italiano.

## Biografia
Fabio Geda è nato nel 1972 a Torino; dopo una laurea in Scienze della comunicazione ha lavorato per un decennio come educatore dei servizi sociali. Un'esperienza che ha riversato nella sua produzione letteraria. Sin dal suo esordio nel 2007 con Per il resto del viaggio ho sparato agli indiani, Geda mette al centro della narrazione, infatti, i ragazzi. Il suo debutto racconta di un ragazzino rumeno che attraversa l'Europa alla ricerca del nonno, artista di strada, e del padre, carcerato in Romania. È tradotto in francese, in tedesco e in rumeno.
L'anno successivo pubblica per Instar Libri L'esatta sequenza dei gesti. Ambientato in una comunità alloggio per minori, vede incrociarsi le vite dei due ospiti Marta e Corrado con quelle degli educatori Elisa ed Ascanio. Nel 2010 è la volta di Nel mare ci sono i coccodrilli con Baldini Castoldi Dalai. Storia vera, racconta le vicende di un bambino afghano chiamato Enaiatollah Akbari fuggito a soli 10 anni dall'Afghanistan e approdato, dopo un lungo e travagliato viaggio, a Torino.
Sempre di giovani sfortunati parla La bellezza nonostante (Transeuropa) del 2011, con un audioracconto di un maestro che ha insegnato per trent'anni al carcere minorile "Ferrante Aporti" di Torino, cercando di portare, dietro quelle sbarre, non solo cultura ma anche speranza. Sempre quell'anno in L'estate alla fine del secolo Geda affianca, al tema dell'infanzia, quello della vecchiaia, dell'incontro intergenerazionale, e della memoria. Un nipote incontra per la prima volta il nonno, dopo che incomprensioni familiari li avevano tenuti distanti; il nonno, ebreo, sente ancora addosso il peso delle leggi razziali e della clandestinità in cui aveva dovuto vivere durante la Seconda guerra mondiale.
Alla fine di maggio 2014 esce, per Einaudi, Se la vita che salvi è la tua. Insegnante precario alle soglie dei quarant'anni, in crisi con la moglie, Andrea Luna non riesce a dare un senso alla propria vita. La fuga è la sua risposta: un viaggio a New York e un quadro (Il ritorno del figliolo prodigo di Rembrandt) sembrano essere il punto di partenza. Ma trovarsi, capirsi, salvarsi e anche, a un certo punto, fermarsi non è semplice.
A ottobre 2014 è uscito Itadakimasu, un reportage narrativo su Tokyo, edito da Edt. Nel 2015 inizia a pubblicare la saga per ragazzi Berlin, un progetto a quattro mani condiviso con Marco Magnone, composto da sei libri che usciranno con cadenza semestrale. Nel 2017 pubblica con Einaudi Stile Libero il romanzo Anime Scalze, nel 2019 esce Una domenica. Nel 2020 esce per Baldini+Castoldi Storia di un figlio, il seguito di Nel mare ci sono i coccodrilli. In questo nuovo libro si racconta la travagliata vita della famiglia Akbari in Afghanistan dal 2000 al 2008 e quella di Enaiatollah Akbari in Italia dal 2008 al 2019. Nel 2023 pubblica il romanzo La scomparsa delle farfalle per Einaudi, tornando alle storie del crescere e dell'educare. È la storia di quattro amici dai quindici ai ventidue anni nella Torino degli anni Novanta. Nel 2024 pubblica con Feltrinelli Song of myself, un viaggio nella varianza di genere, un reportage narrativo che nasce dalla collaborazione con l'ambulatorio sulla varianza di genere dell'ospedale infantile Regina Margherita di Torino.

## Opere

### Romanzi
- Per il resto del viaggio ho sparato agli indiani, Instar libri, 2007, Feltrinelli, 2009
- L'esatta sequenza dei gesti, Instar libri, 2008, Einaudi, 2021
- Nel mare ci sono i coccodrilli. Storia vera di Enaiatollah Akbari, Milano, Baldini & Castoldi, 22-4-2010,  pp. 155, ISBN 88-6073-647-1.
- L'estate alla fine del secolo, Baldini & Castoldi, 2011
- Se la vita che salvi è la tua, Einaudi, 2014
- Anime scalze, Einaudi, 2017
- Una domenica, Einaudi, 2019
- Storia di un figlio, Baldini+Castoldi (con Enaiatollah Akbari), 2020
- La scomparsa delle farfalle, Einaudi, 2023

### Romanzi per ragazzi
- Berlin - 1. I fuochi di Tegel, Mondadori (con Marco Magnone), 2015
- Berlin - 2. L'alba di Alexanderplatz, Mondadori (con Marco Magnone), 2016
- Berlin - 3. La battaglia di Gropius, Mondadori (con Marco Magnone), 2016
- Berlin - 4. I lupi del Branderburgo, Mondadori (con Marco Magnone), 2017
- Berlin - 5. Il richiamo dell'Havel, Mondadori (con Marco Magnone), 2017
- Berlin - 6. L'isola degli dei, Mondadori (con Marco Magnone), 2018[1]
- Il lato oscuro della luna, Mondadori (con Marco Magnone), 2019
- Fai qualcosa!, Mondadori, 2021
- I segreti di Acquamorta - Delitto al lago, Mondadori (con Marco Magnone), 2021
- I segreti di Acquamorta - Notti di paura, Mondadori (con Marco Magnone), 2021

### Altre scritture
- La bellezza nonostante, 2011, Transeuropa
- Itadakimasu, 2014, Edt
- La cosa giusta, racconto in AA.VV, La fuga, a cura dei ragazzi di qualcuno con cui correre, Il Castoro, 2018.
- Song of myself, un viaggio nella varianza di genere, Feltrinelli, 2024.